# Чжоу Цзяньчао
Чжоу Цзяньчао (кит. спр. 周健超, піньїнь: Zhōu Jiànchāo; нар. 11 червня 1988, Шанхай) – китайський шахіст, гросмейстер від 2006 року.

## Шахова кар'єра
У рейтинг-листі ФІДЕ з'явився відносно пізно, 1 січня 2003 року, а вже наступного року досягнув міжнародного успіху, вигравши в Калькутті на олімпіаді серед юніорів до 16 років дві медалі (золоту в командному заліку і срібну в особистому заліку на 2-й шахівниці). 2005 року виграв чемпіонат Китаю, в Беер-Шеві виборов титул командного чемпіона світу, а на турнірах в Москві (Аерофлот опен-B, поділив 1-місце разом з Арсеном Єгіазаряном і Сергієм Загребельним) і Дубаї виконав перші дві гросмейстерські норми. Третю норму виконав у 2006 році, знову в турнірі Аерофлот Open-B в Москві (поділив 1-ше місце разом із, зокрема, Давідом Арутюняном, Ігорем Курносовим, Русланом Щербаковим, Юрієм Дроздовським і Мерабом Гагунашвілі). 2007 року поділив 3-тє місце (позаду Ваном Хао і Чжаном Пенсяном, разом із, зокрема, Сусанто Мегаранто, Абгіджітом Кунте і Дарвіном Лайло) на чемпіонаті Азії, завдяки чому кваліфікувався на Кубок світу 2007 у Ханти-Мансійську. На ньому в перших двох раундах усунув відповідно Еміля Сутовського і Андрія Волокітіна. Втім, у третьому раунді програв Майклові Адамсу. 2008 року виграв дві золоті медалі на командному чемпіонаті Азії, у командному заліку і особистому заліку на 5-й шахівниці, а також посів 2-ге місце (позаду Армана Пашикяна) на турнірі за круговою системою в Мартуні. 2009 року переміг (разом з Ваном Хао) на зональному турнірі в Пекін і завоював другу путівку на кубок світу, де в 1-му раунді усунув Рауфа Мамедова, але в 2-му поступився Вугарові Гашимову. У 2010 і 2011 роках двічі здобува бронзові медалі чемпіонату Китаю.
Найвищий рейтинг Ело в кар'єрі мав станом на 1 листопада 2010 року, досягнувши 2669 балів займав тоді 72-ге місце у світовому рейтинг-листі ФІДЕ, одночасно займаючи 4-те місце серед китайських шахістів.

## Зміни рейтингу
| На цьому місці має відображатися графік чи діаграма, однак з технічних причин його відображення наразі вимкнено. Будь ласка, не видаляйте код, який викликає це повідомлення. Розробники вже працюють для того, щоби відновити штатне функціонування цього графіка або діаграми. | |
| | На цьому місці має відображатися графік чи діаграма, однак з технічних причин його відображення наразі вимкнено. Будь ласка, не видаляйте код, який викликає це повідомлення. Розробники вже працюють для того, щоби відновити штатне функціонування цього графіка або діаграми. |